# ۱۰۴ (میلادی)
۱۰۴ (میلادی) صد  و چهارمین سال تقویم میلادی است.

## درگذشتگان
‎